# 西科斯基 S-68
西科斯基S-68（英語：Sikorsky S-68)是改裝S-58T的渦輪軸發動機的方案，將其發動機從機頭移至機艙上方，類似於S-61。由於西科斯基對於市場潛力抱持懷疑，該方案最終取消。